# Esporte Clube Golfinho
Esporte Clube Golfinho foi um clube brasileiro de futebol da cidade de Guarulhos, região metropolitana do estado de São Paulo. Fundado em 12 de dezembro de 1970, suas cores eram verde, preto e branco.[carece de fontes?]
A equipe foi bicampeã paulista e brasileira de amadores (1975/1976),[carece de fontes?] e ganhadora da Taça Arizona.
Disputou apenas por um ano uma competição de futebol profissional: a Segunda Divisão do Campeonato Paulista (na prática a quarta divisão) de 1978.

## Títulos
- Copa Arizona: 1976[2]

## Estatísticas

### Participações
| Competição      | Temporadas | Melhor campanha    | Anos | A | R |
| Segunda Divisão | 1          | ?º colocado (1978) | 1978 | – | – |